# 野蛮地区
《慾望》（西班牙語：La región salvaje）是一部2016年墨西哥導演阿瑪特·艾斯卡藍特执导的剧情片，入选第73届威尼斯影展主竞赛片，並獲得最佳導演銀獅獎。